# Регистан (футбольний клуб)
Футбольний клуб «Регистан» (Самарканд) або просто «Регистан» (узб. «Registon» Samarqand futbol klubi) — професійний узбецький футбольний клуб з міста Самарканд Самаркандської області. За історію свого існування виступав в першій та другій лігах чемпіонату Узбекистану.

## Історія
Футбольний клуб «Регистан» був заснований в 2010 році. Того року, клуб почав виступати у другій лізі чемпіонату Узбекистану і в дебютному сезоні зумів посісти перше місце в своїй групі і отримати путівку до першої ліги чемпіонату Узбекистану. У сезоні 2011 року «Регистан» почав брати участь в першій лізі. У першому раунді ліги клуб виступав у зоні «Захід» і за підсумками цього раунду посів сьоме місце з 12 команд. Статистика першого етапу ліги: 20 матчів, 8 перемог, 1 нічия, 11 поразок і 25 очок. У другому етапі, за підсумками ліги зайняв 11-те місце з 16. Статистика другого фінального етапу ліги: 30 матчів, 10 перемог, 2 нічиї, 18 поразок і 32 очка. Того ж року «Регистан» вперше брав участь у Кубку Узбекистану і завершив його вже в попередньому раунді, програвши касанскому «Еркургану» з рахунком 1:0.
У другому сезоні в першій лізі, «Регистан» виступав гірше, ніж в попередньому сезоні. У першому етапі першої ліги, клуб також виступав у групі «Захід» і за підсумками першого етапу посів дев'яте місце з 12 клубів і повинен був не вийти в наступний етап і боротися за право залишитися в першій лізі в наступному сезоні. Але пізніше касанський «Єшлик» відмовився брати участь у фінальному раунді ліги через фінансові причини і його змінив «Регистан». У другому етапі, за підсумками ліги, «Регістан» посів 12-те місце і зберіг право брати участь в першій лізі в наступному сезоні, так як у другому етапі першої ліги команди, які посіли останні місця, не вибували до другої ліги. Статистика команди в другому завершальному етапі ліги: 30 матчів, 10 перемог, 3 нічиї, 17 поразок і 33 очки. Того ж року «Регистан» вдруге брав участь в Кубку Узбекистану і завершив його на стадії 1/16 фіналу, програвши «Алмалику» з рахунком 1:0.
У сезоні 2013 року «Регистан» виступив краще, ніж в попередньому сезоні. У першому етапі першої ліги, клуб грав як і зазвичай в групі «Захід» і за підсумками першого етапу посів п'яте місце з 12 клубів. У другому етапі, за підсумками ліги, «Регистан» знову посів 12-те місце. Статистика команди в другому завершальному етапі ліги: 30 матчів, 9 перемог, 5 нічиїх, 16 поразок і 32 очка. Того року, «Регистан» в третій раз брав участь в Кубку Узбекистану і завершив його в другому раунді, спочатку вигравши в першому раунді у «Зааміна» з рахунком 1:0 і програвши у другому раунді каршинському «Насафу» з рахунком 1:6.
У сезоні 2014 року «Регистан» посів останнє 12-те місце в першому раунді і мав боротися за право залишитися в першій лізі, але пізніше клуб відмовився брати участь у перехідному турнірі і вилетів до другої ліги. У Кубку Узбекистану того року «Регистан» зупинився вже у першому раунді програвши гузарскому «Шуртану» з рахунком 1:0. У сезоні 2015 роки клуб планував брати участь у другій лізі, але відмовився від участі в зв'язку з економічними проблемами.

## Статистика виступів у чемпіонатах
| Сезон | Ліга       | Місце в лізі            | Виступи в національному кубку            |
| ----- | ---------- | ----------------------- | ---------------------------------------- |
| 2010  | Друга ліга | ▲ 1 (в групі «А»)       | не виступав, оскільки грав у другій лізі |
| 2011  | Перша ліга | 11                      | попередній раунд                         |
| 2012  | Перша ліга | 12                      | 1/16 фіналу                              |
| 2013  | Перша ліга | 12                      | Другий раунд                             |
| 2014  | Перша ліга | ▼ 12 (в першому раунді) | Перший раунд                             |

## Головні тренери
| Період    | Тренер              |
| --------- | ------------------- |
| 2010—2011 | Камо Газаров        |
| 2012      | Зоїр Туракулов      |
| 2013      | Алладін Махадінов   |
| 2014      | Аліджон Бобомуродов |